# Glencartholm
Glencartholm est un site géologique dans la région de Dumfries and Galloway en Écosse.
La zone, découverte en 1879, contient des fossiles datant de l'ère Paléozoïque et particulièrement de la période du Carbonifère.
On y trouve également une ferme, à proximité de la frontière avec l'Angleterre, qui est classée monument historique.